# Montfort (Pirineos Atlánticos)
Montfort es una localidad y  comuna francesa, situada en el departamento  de Pirineos Atlánticos , en la región de Aquitania.
El topónimo Montfort aparece según Paul Raymond en la forma Monhort en los anales de Rivehaute  de 1603.

## Demografía
| 371 | 290 | 381 | 421 | 450 | 452 | 454 | 431 | 411 | 403 | 402 | 401 | 417 | 384 | 400 | 392 | 418 | 458 | 386 | 401 | 358 | 326 | 316 | 319 | 289 | 251 | 237 | 203 | 186 | 181 | 186 | 180 | 166 |
| Para los censos de 1962 a 1999 la población legal corresponde a la población sin duplicidades (Fuente: INSEE [Consultar]) |     |     |     |     |     |     |     |     |     |     |     |     |     |     |     |     |     |     |     |     |     |     |     |     |     |     |     |     |     |     |     |     |

## Economía
La principal actividad es la agrícola. 